# خوسه ادواردو پاوس
خوسه ادواردو پاوس (اسپانیایی: José Eduardo Pavez‎؛ زادهٔ ۱۳ اکتبر ۱۹۶۹) بازیکن فوتبال اهل مکزیک بود.
وی همچنین در تیم ملی فوتبال زیر ۲۳ سال مکزیک بازی کرده‌است.